# Монгуш, Альберт Олегович
Альберт Олегович Монгуш (род. 5 июня 1989) — российский самбист и дзюдоист, призёр чемпионатов России по самбо и дзюдо, чемпион и призёр чемпионатов Европы по самбо, обладатель Кубка России по дзюдо. Мастер спорта России международного класса по самбо (2012), мастер спорта России по дзюдо. Студент Тувинского государственного университета. Живёт в Кызыле.

## Спортивные результаты

### Самбо
- Чемпионат России по самбо 2011 года — ;
- Чемпионат России по самбо 2012 года — ;
- Чемпионат России по самбо 2013 года — ;

### Дзюдо
- Чемпионат России по дзюдо 2015 года — ;
- Чемпионат России по дзюдо 2017 года — ;
- Чемпионат России по дзюдо 2018 года — ;
- Кубок России по дзюдо 2019 года — ;